# جون هاثورن
السير جون هاثورن (19 يونيو 1894 – 17 يونيو 1979) كان إداريًا استعماريًا بريطانيًا.
خلال الحرب العالمية الأولى، خدم مع فرقة مونستر فوسيليرز الملكية الثامنة ولواء المشاة السابع والعشرين، وترقى إلى رتبة نقيب،  وحصل على الصليب العسكري بالإضافة إلى الوسام البلجيكي كروا دي غويري. عمل في وزارة المالية في الخدمة المدنية المصرية (مصر آنذاك محمية بريطانية) عام 1919 – 1920. بعد ذلك خدم في قسم الشرق الأوسط في المكتب الاستعماري وحصل على وسام OBE في قائمة الشرف للعام الجديد لعام 1931. 
في عام 1927، تزوج هول من تورفريدا تريفينين ميلز. في عام 1933، تم تعيينه السكرتير الأول لحكومة فلسطين (التي كانت تحت الانتداب البريطاني في عهد عصبة الأمم). في مناسبتين على الأقل، في عام 1934 وعام 1937، شغل منصب مسؤول إدارة حكومة فلسطين أثناء غياب المفوض السامي لفلسطين.
تضمنت خدمته اللاحقة الوظائف التالية:
- مقيم بريطاني في زنجبار، أكتوبر 1937 – 1940 [8]
- حاكم وقائد عام عدن، 24 أكتوبر 1940 – 1 يناير 1945 [9]
- الحاكم والقائد العام لأوغندا، 1 يناير 1945 – 17 يناير 1952 [10]

حصل السير جون على وسام القديس ميخائيل وسانت جورج في قائمة الشرف للعام الجديد لعام 1950. بعد تقاعده من الخدمة الاستعمارية، أصبح السير جون مديرًا للعديد من الشركات، بما في ذلك خطوط السفن البخارية بي & أو (شركة) و الهند البريطانية و بنك ميدلاند. أصبحت صورة السير جون التي رسمها والتر بيرد الآن جزءًا من مجموعة معرض الصور الوطني.

## روابط خارجية
- مذكرات الحرب لأرشيبالد جوردون ماكريغور نسخة محفوظة 14 أغسطس 2023 على موقع واي باك مشين. - تتضمن عدة إشارات موجزة ووصفًا لقاعة الكابتن خلال الحرب العالمية الأولى.